# Unity Operating System
Unity Operating SystemまたはUnified Operating System (通称: UOS、中国語: 统一操作系统) は、UnionTech (中国語: 统信软件) によって開発中のLinuxディストリビューションである。Deepinをベースとしており、中華人民共和国から最終的にWindowsを置き換えるように委託されて開発されている。

## 開発
現在3つのバージョンが開発中であり、一般ユーザー向けのDeepin、商用向けのUOS、サーバー向けのUOSがある。最初のベータ版は2019年12月に公開され、 最初の安定版が2020年1月14日に公開された。

## サポート
x86-64をサポートしているほか、UOSは主に中国市場向けに開発されており、中国市場において2022年までにWindowsの代替になることを目的としている。その為、中国の半導体企業の兆芯によって開発されたKX-6000シリーズ、KX-30000シリーズをサポートしている。
また、それ以外にも幅広いサポートが計画されていて、龍芯や神威、ARMもサポートする計画となっている。